# Кенсингтон Парк (Флорида)
Кенсингтон Парк (енгл. Kensington Park) насељено је место без административног статуса у америчкој савезној држави Флорида.

## Демографија
По попису из 2010. године број становника је 3.901, што је 181 (4,9%) становника више него 2000. године.
| Група             | 2000.         | 2010.         |
| Белци             | 2.996 (80,5%) | 2.469 (63,3%) |
| Афроамериканци    | 252 (6,8%)    | 278 (7,1%)    |
| Азијати           | 52 (1,4%)     | 67 (1,7%)     |
| Хиспаноамериканци | 392 (10,5%)   | 1.030 (26,4%) |
| Укупно            | 3.720         | 3.901         |